# Кованци
Кованци (мкд. Кованец) су насеље у Северној Македонији, у југоисточном делу државе. Кованци су насеље у оквиру општине Ђевђелија.

## Географија
Кованци су смештени у југоисточном делу Северне Македоније. Од најближег града, Ђевђелије, село је удаљено 8 km северозападно.
Село Кованци се налази у историјској области Бојмија. Село је на источним падинама планине Кожуф, на приближно 230 метара надморске висине.
Месна клима је измењена континентална са значајним утицајем Егејског мора (жарка лета).

## Становништво
Кованци су према последњем попису из 2002. године имали 177 становника.
Већинско становништво у насељу су етнички Македонци.
Претежна вероисповест месног становништва је православље.